# NGC 3003
NGC 3003 este o galaxie spirală situată în constelația Leul Mic. A fost descoperită în 7 decembrie 1785 de către William Herschel. Se află la o distanță de 19,5 megaparseci de Pământ.